# Adam Valdez
Adam Valdez é um supervisor de efeitos visuais estadunidense. Venceu o Oscar de melhores efeitos visuais em duas ocasiões: na edição de 2002 pelo filme The Lord of the Rings: The Fellowship of the Ring e um ano depois por The Lord of the Rings: The Two Towers. Além disso, foi indicado à condecoração outras cinco vezes.